# Pelagi de Camps i de Matas
Pelagi de Camps i de Matas   (Figueres, 3 de març de 1828 - Salt, 3 d'octubre de 1889) fou un terratinent, empresari i polític català, marquès de Camps de Mata, diputat a Corts durant la restauració borbònica.

## Biografia
Era fill de Josep Ramon de Camps i Avinyó, terratinent de Salt i Espolla, natural de Peralada, i Joaquima de Matas i d'Albert, de Figueres. El 1858 assumí les propietats del seu pare i hi introduirà tècniques de conreu modernes, noves plantes i l'ús de la màquina de vapor.
El 1850 fou un dels membres fundadors de l'Institut Agrícola Català de Sant Isidre, del que en fou president el 1872-1875 i el 1881-1889, participant activament en les campanyes contra la fil·loxera. També participà en representació d'aquest organisme en la comissió d'estudis de la legislació duanera de 1874, impulsada per l'Ateneu Barcelonès, i amb Plàcid-Maria de Montoliu i de Sarriera representà l'IACSI al Congrés General d'Agricultors i Ramaders de Madrid de 1880. El 1884 fou president de la Junta Provincial d'Agricultura Indústria i Comerç de Barcelona.
Políticament, fou diputat provincial de Barcelona el 1858-1860, diputat a Corts Espanyoles per Figueres el 1863 i per Girona el 1867 pel Partit Moderat. Durant el sexenni democràtic optà per l'absentisme polític i rebutjà l'acta de diputat per Sant Andreu de Palomar a les eleccions generals espanyoles de 1871. Participà activament en la restauració borbònica impulsant la Lliga d'Ordre Social i el somatent, i donant suport les Cartas provinciales de Joan Mañé i Flaquer (1875).
Ja membre del Partit Conservador, fou nomenat diputat provincial (1876) i fou elegit diputat a Corts per Girona a les eleccions generals espanyoles de 1876 i 1879. Com que defensà al Congrés dels Diputats la unitat catòlica, el 1878 el papa Pius IX li atorgà el títol de marquès de Camps de Matas. Posteriorment fou nomenat senador per la província de Girona el 1881-1884 i el 1884-1886.
Fou president de la Junta de la Caixa d'Estalvis de Barcelona de 1867 a 1878 i de 1881 a 1889. El 1881 també fou un dels fundadors de La Previsión i formà part dels jurats de l'Exposició Universal de Barcelona (1888).
Es va casar amb Concepció d'Olzinellas i Ros, natural de Barcelona, i foren pares del polític i escriptor Carles de Camps i d'Olzinellas.